# محمد عارف‌الاسلام (شناگر)
محمد عارف‌الاسلام (انگلیسی: Mohammed Ariful Islam؛ زادهٔ ۱۰ ژانویهٔ ۱۹۹۹) شناگر اهل بنگلادش است.